# 三氟甲硫醇银
三氟甲硫醇银是银的三氟甲硫醇盐，化学式为AgSCF3。它可由氟化银和二硫化碳在无水乙腈中于80 °C反应得到，或者由三氟甲硫醇汞和硝酸银反应得到，产物可用丙酮重结晶。它可用于在有机物中引入-SCF3。